# Билгараново
Билгара́ново (болг. Българаново) — село в Тирговиштській області Болгарії. Входить до складу общини Омуртаг.

## Населення
За даними перепису населення 2011 року у селі проживали 199 осіб, з них 197 осіб (99,0%) — турки.
Розподіл населення за віком у 2011 році:
Динаміка населення: